# Szihalom
Szihalom község Heves vármegye Füzesabonyi járásában.

## Fekvése

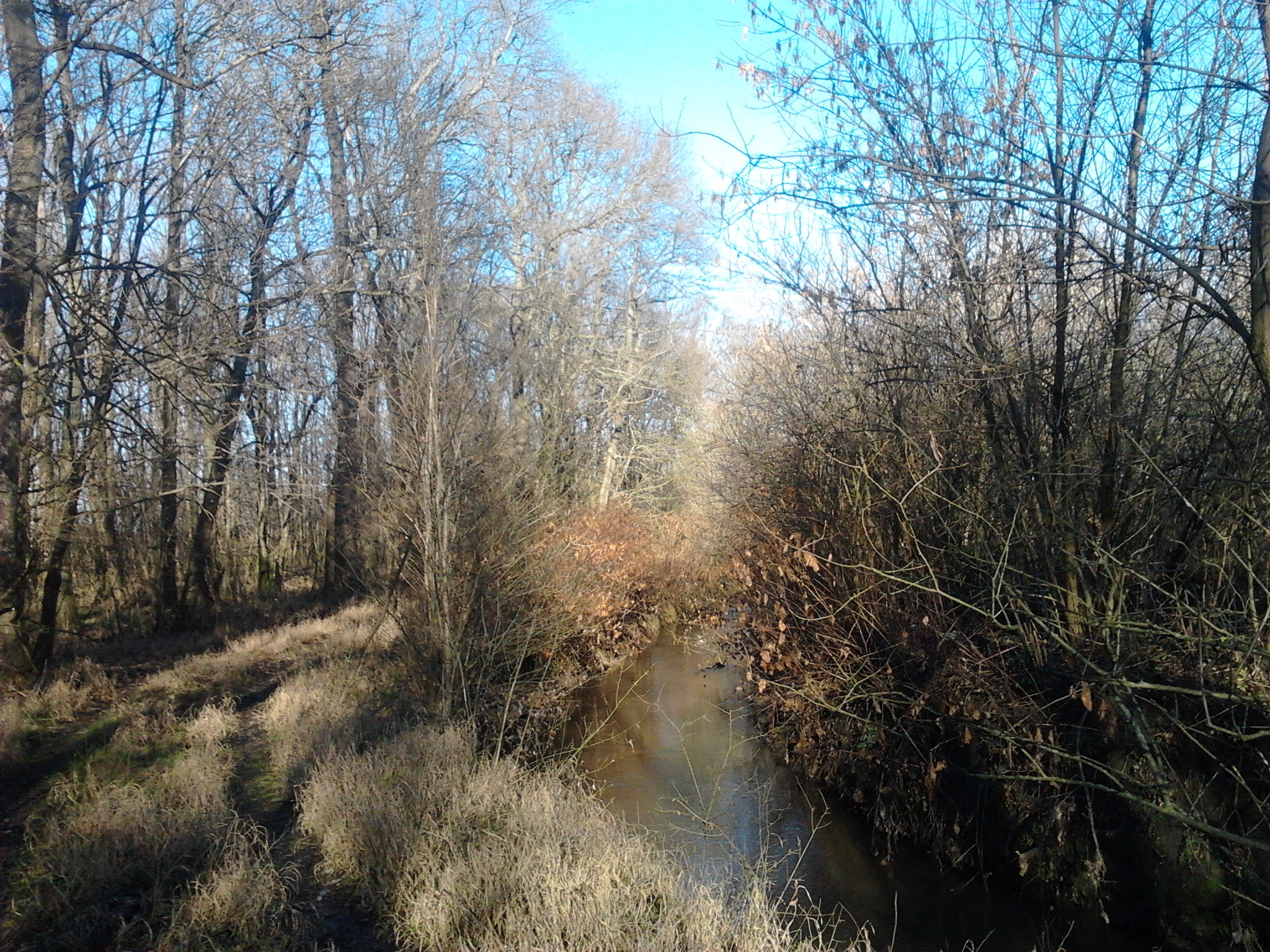
Az Eger-patak Szihalomnál

A Rima-patak (más néven Eger-patak) mellett fekszik, sík vidéken, termékeny, kötött talajon. Az Alföld északi peremén, Egertől 20 kilométerre délre helyezkedik el, közvetlenül Heves és Borsod-Abaúj-Zemplén vármegye határán.
A közvetlenül szomszédos települések: észak felől Ostoros és Novaj, északkelet felől Mezőkövesd, délkelet felől Mezőszemere, dél felől Mezőtárkány, délnyugat felől Füzesabony, északnyugat felől pedig Maklár.
Közvetlenül a keleti határa mellett létesült az egyébként Mezőkövesdhez tartozó Zsóry-fürdő, olyan közel Szihalomhoz, hogy a fürdőhely körül kialakult üdülőtelep egy kisebb (mintegy 15 utcányi) része közigazgatásilag hozzá is tartozik, a településközponttól különálló belterületként.

### Megközelítése
Legfontosabb közúti megközelítési útvonala a 3-as főút, mely áthalad a belterületén, így azon könnyen elérhető Budapest-Füzesabony és Miskolc-Mezőkövesd irányából is. Mezőszemerével és Egerfarmossal a 33 102-es számú mellékút köti össze, a többi szomszédjával nincs közvetlen közúti összeköttetése.
A hazai vasútvonalak közül a Budapest–Sátoraljaújhely-vasútvonal érinti, melynek egy megállási pontja van itt; Szihalom megállóhely a belterület déli részén helyezkedik el, a 33 102-es út vasúti keresztezése mellett, annak nyugati oldalán.
Szihalmot kerékpárút is összeköti keleti szomszédjával, Mezőkövesddel.

## Története
Szihalom nevét Anonymus Gesta Hungarorumja említette először Zenuhalomu néven:
„Árpád vezér és övéi megindulván az Egur (Eger) vizéig jövének…s azon halmot, melyen a vezérnek leveles szint csináltak, Zenuholmu-nak (Szihalom) nevezték…”
Az eleinte királyi birtok települést később I. István király az egri káptalannak adományozta.
1347-ben Miklós nádor tartott itt nádori országgyűlést Heves és Borsod vármegye nemeseivel.
1417-ben már mint püspöki vámhelyet említették az oklevelekben, ahol az egri püspök szedett sóvámot.
A török hódoltság alatt a falu többször is majdnem elnéptelenedett.
1544-ben a törökök pusztításait csak a falu északkeleti részében vészelte át öt ház, mely helyet azóta is Ötház néven neveznek.
1552-ben, Eger ostroma után az itt átvonuló törökök felégették, két év múlva, 1554-ben pedig a Fülekre telepedett török pasa pusztította el, majd újabb két év múlva, 1556-ban a tatárok égették porrá a falut, de 1596-ban Szihalom már újra a népes települések közé tartozott.
1699-ben a falut ismét a pusztás helyek között említették. Földjeit, rétjeit ekkor az egri vár kapitánya, Butler János bérelte.
Szihalom a 18. század elején ismét benépesült, ekkor mint az egri káptalan jobbágyfaluját említették.
1910-ben 2668 lakosa volt, melyből 2596 magyar, 70 cigány volt. Ebből 2650 volt római katolikus.
A 20. század elején az 1950-es megyerendezésig Borsod vármegye Mezőkövesdi járásához tartozott.

## Közélete

### Polgármesterei
- 1990–1994: Farkas József (MDF)[4]
- 1994–1998: Farkas József (független)[5]
- 1998–2002: Farkas József (független)[6]
- 2002–2006: Zelei András (független)[7]
- 2006–2010: Zelei András (független)[8]
- 2010–2014: Bóta József Sándor (független)[9]
- 2014–2019: Bóta József Sándor (független)[10]
- 2019–2024: Bóta József Sándor (Fidesz-KDNP)[11]
- 2024– : Galyasné Dósa Katalin (Fidesz-KDNP)[1]

A településen a 2002. október 20-án megtartott önkormányzati választás érdekessége volt, hogy az országos átlagot jóval meghaladó számú, összesen 7 polgármesterjelölt indult. Ilyen nagy számú jelöltre abban az évben az egész országban csak 24 település lakói szavazhattak, ennél több (8 vagy 10) aspiránsra pedig hét másik településen volt példa.

## Népesség
A település népességének változása:
| Lakosok száma | 1938 | 1911 | 1899 | 1976 | 1982 | 1986 | 1992 |
|               | 2013 | 2014 | 2015 | 2021 | 2022 | 2023 | 2024 |

2001-ben a település lakosságának 99%-a magyar, 1%-a cigány nemzetiségűnek vallotta magát.
A 2011-es népszámlálás során a lakosok 85%-a magyarnak, 2,2% cigánynak, 0,3% németnek, 0,3% románnak mondta magát (14,9% nem nyilatkozott; a kettős identitások miatt a végösszeg nagyobb lehet 100%-nál). A vallási megoszlás a következő volt: római katolikus 51,4%, református 3,8%, evangélikus 0,2%, görögkatolikus 0,4%, felekezeten kívüli 13,1% (30,4% nem nyilatkozott).
2022-ben a lakosság 90,5%-a vallotta magát magyarnak, 2,9% cigánynak, 0,3% németnek, 0,2% szlováknak, 0,2% románnak, 0,1-0,1% szerbnek és lengyelnek, 1,9% egyéb, nem hazai nemzetiségűnek (9,4% nem nyilatkozott; a kettős identitások miatt a végösszeg nagyobb lehet 100%-nál). Vallásuk szerint 36,7% volt római katolikus, 3% református, 0,4% görög katolikus, 0,1% evangélikus, 1,4% egyéb keresztény, 0,7% egyéb katolikus, 16,4% felekezeten kívüli (41,3% nem válaszolt).

## Nevezetességei
- Római katolikus templom - Jézus Mennybemenetele tiszteletére felszentelt. Barokk. Műemlék.
- Tájház
- Árpádvár
- Kálvária
- Magyar-Tár-Ház

## Itt születtek, itt éltek
- Foltinyi János - szihalmi plébános, sümegi prépost, műkedvelő régész 1862-től 1875-ig itt élt a településen.
- Dr. Sári Zsolt - Pulszky-díjas muzeológus.
- Nahóczki Péter többszörös íjászvilágbajnok a falu lakója és 2019 óta díszpolgára.
- Bernáthy Sándor - alkalmazott grafikus, festő, zenész, az A. E. Bizottság tagja, a településen született.

## Képgaléria

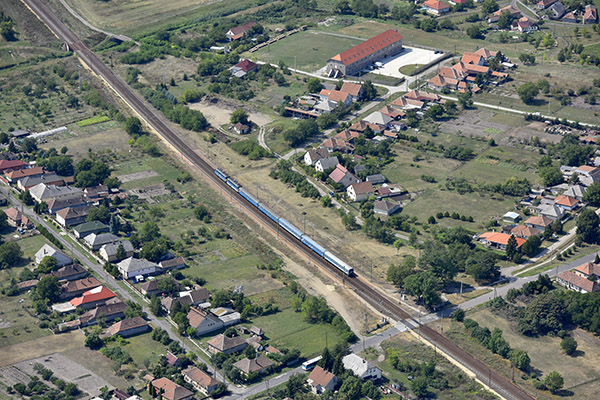
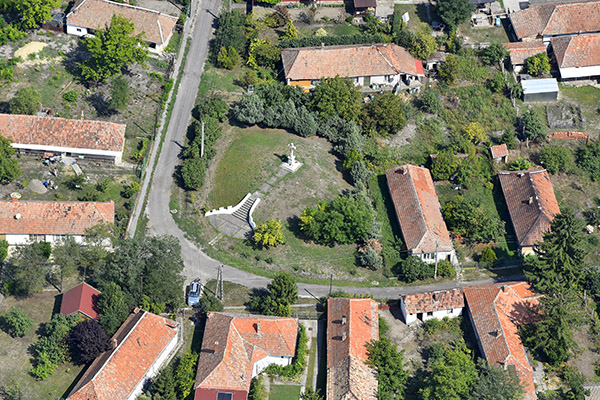
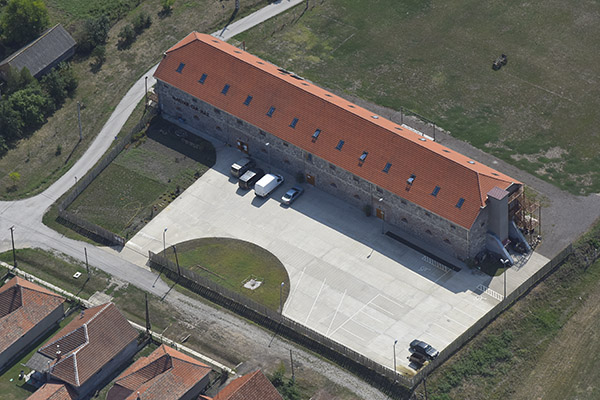
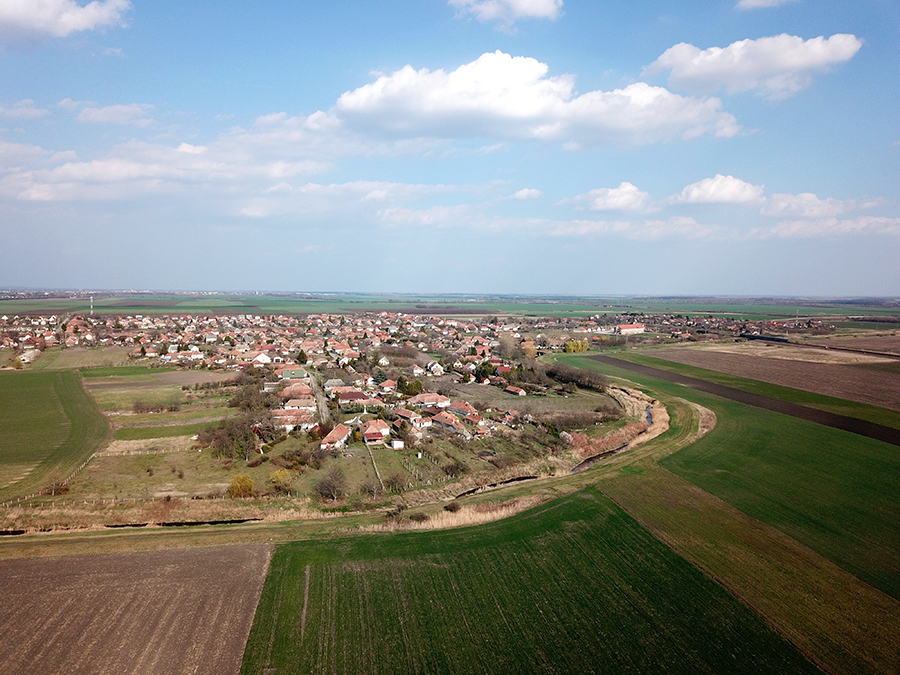
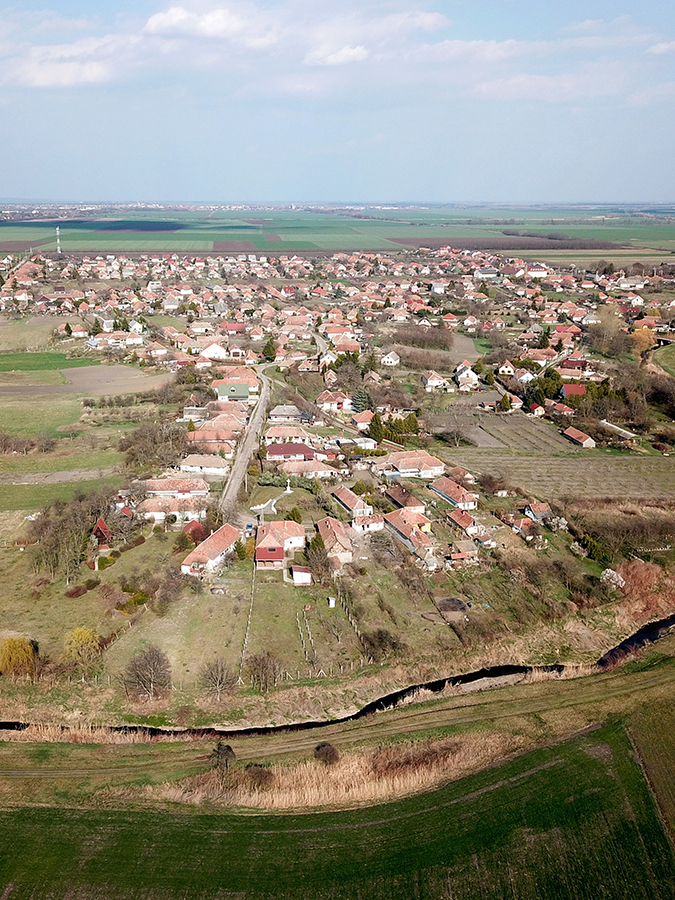

## Külső hivatkozások
- Szihalom község oldala
- Szálláshelyek Szihalmon
- Szihalom térképe Archiválva 2007. szeptember 27-i dátummal a Wayback Machine-ben